# Ngo Dinh Nhu

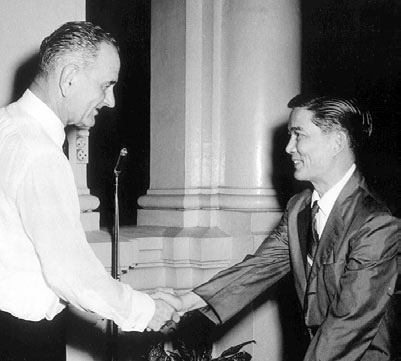
Ngô Ðình Nhu (direita) recebe o vice-presidente dos Estados Unidos Lyndon Johnson, em Saigon, em 1961.

Ngô Ðình Nhu (Phu Cam, 7 de outubro de 1910 – Saigon, 2 de novembro de 1963) foi o irmão mais novo do primeiro presidente do Vietnã do Sul, Ngô Ðình Diệm, seu principal conselheiro político e chefe da polícia secreta do país, até seu assassinato por militares rebeldes em novembro de 1963. É considerado o cérebro por trás do governo autocrático de Diem.
Nascido em uma família nobre, mandarins na corte da capital imperial Hué no período anterior à ocupação francesa do país, Nhu formou-se na França e retornou ao Vietnã no início da Segunda Guerra Mundial, para trabalhar na Biblioteca Nacional de Hanói. Em 1943, casou-se com Tran Le Xuan, que passou a ser conhecida como Madame Nhu, mulher de grande influência no governo e na sociedade sul-vietnamita do pós-guerra, atuando como primeira-dama do país, em razão do cunhado presidente ser solteiro.
Em 1955, com a subida ao poder de Diem, indicado primeiro-ministro pelo imperador Bao Dai após a derrota francesa em Dien Bien Phu e a subsequente saída dos colonizadores do país, e logo depois transformado em presidente, com a monarquia sendo extinta, numa votação fraudada, Nhu chegou ao poder no Vietnã.
Apesar de não ter qualquer cargo oficial no governo, ele comandou politicamente a região sul do país, formando milícias, exércitos particulares e uma polícia secreta. Vivendo no palácio presidencial com a mulher e o irmão, tornou-se símbolo da corrupção na sociedade sul-vietnamita. Sob seu comando, torturas e mortes de opositores do regime se tornaram comuns, com mais de cinquenta mil deles sendo assassinados, fossem comunistas, dissidentes políticos ou cidadãos que protestassem contra a corrupção.
Viciado em ópio e admirador de Adolf Hitler, de quem copiou os métodos da Gestapo para sua polícia, Nhu e sua mulher acumularam grande fortuna fraudando resultados de loteria, manipulando o câmbio e extorquindo empresários sul-vietnamitas.
Em 1963, a situação política no Vietnã atingiu uma crise sem precedentes, com a total desorganização do país frente aos protestos civis e religiosos dos monges budistas, combatidos à força e tendo centenas deles assassinados pelas milícias de Nhu, à corrupção reinante e aos ataques da guerrilha vietcong por todo o Vietnã do Sul diante de um exército impotente e inoperante, levando a uma situação insustentável para o regime de Diem, que perdeu o apoio dos Estados Unidos.
Em 2 de novembro de 1963, o comando militar sul-vietnamita deu um golpe de estado no país, depondo o presidente Diem e seu irmão, que, depois de capturados em fuga numa cidade vizinha à capital, foram assassinados dentro de um carro blindado em Saigon. Sua mulher, Madame Huh, e seus filhos, seguiram para o exílio na Europa.